# Powiat Michalovce
Powiat Michalovce (słow. okres Michalovce) – słowacka jednostka administracyjna znajdująca się w kraju koszyckim na terenie historycznych regionów Ung i Zemplín. Powiat Michalovce zajmuje obszar 1 019 km², jest zamieszkiwany przez 109 121 obywateli, co daje średnią gęstość zaludnienia w wysokości 107,09 osób na km². Miasta: Strážske, Veľké Kapušany i powiatowe Michalovce.